# Zofia Dietrichstein
Zofia Ewa Dietrichstein z Potockich herbu Pilawa (ur. 1 grudnia 1820 w Łańcucie, zm. 11 września 1892 w Wiedniu) – polska hrabianka, filantropka. Zdjęcie obrazu hrabiny można zobaczyć na stronie DPS w Łące.

## Życiorys
Była córką Alfreda Potockiego i Józefiny Marii z Czartoryskich. Była kształcona w zamku w Łańcucie. Dzięki rodzinnym koneksjom weszła w krąg arystokracji wiedeńskiej. Tak poznała przyszłego męża. W dniu 16 czerwca 1842 w Wiedniu wyszła za Maurycego Jana Hansa von Dietrichstein-Proskau-Leslie. Był ambasadorem austriackim w Londynie w latach 1844–1848.
W ślubnym wianie otrzymała dobra w Łące. Ponieważ nie miała dzieci, w 1854 postanowiła przekazać pałac na zakład dla osieroconych dziewcząt z ordynacji łańcuckiej. Miały się tu uczyć, jak być przykładnymi gospodyniami domowymi pracującymi później na terenie ordynacji. Powstał więc Zakład Sierot w ramach Instytutu Łąckiego Sierot Wiejskich. Na potrzeby zakładu fundatorka przekazała dawne zabudowania pałacowe i dworskie oraz przylegające do nich tereny ze stawami rybnymi (łącznie ok. 10 ha).
Początkowo zakład prowadziły osoby świeckie bezpośrednio podlegające księżnej, ale z powodu braku spodziewanych efektów fundatorka sprowadziła ze Lwowa siostry ze Zgromadzenia Sióstr Opatrzności Bożej. Zakon zajmował się działalnością opiekuńczą, wychowawczą i resocjalizacyjną. Oficjalnie pałac przekazano aktem fundacyjnym spisanym w Łańcucie 1 kwietnia 1860. Hrabianka stworzyła fundusz w wysokości 5000 zł reńskich rocznie zabezpieczonych na hipotece dóbr Łąka z przyległościami. Zobowiązała się również do prowadzenia działalności duszpasterskiej dla wychowanek. Utrzymywała kapelana zakładu. Siostry prowadziły edukację na poziomie elementarnym. W zakładzie opiekowano się osobami starszymi, z niepełnosprawnościami i bezdomnymi.
Hrabina wraz z bratem Alfredem, który wspierał finansowo zakład, odwiedzała placówkę. Dzieci z zakładu były regularnie zapraszane do Łańcuta na imieniny ordynata i okazji świąt.
Wraz z matką ufundowała ołtarz główny w kościele w Łańcucie. Wspierała finansowo jezuitów ze Starej Wsi.
Została odznaczona Orderem Krzyża Gwiaździstego.